# Progress (álbum)
Progress é o sexto álbum de estúdio da banda britânica Take That. É o primeiro álbum da banda a apresentar Robbie Williams desde 1995. O álbum foi lançado no Reino Unido em 15 de novembro de 2010. O álbum recebeu críticas positivas, com a maioria dos críticos elogiando a influência da música eletrônica e sintetizadores. Ele estreou no número um na UK Albums Chart, tornando-se o álbum mais vendido do século e do álbum mais vendido segundo de todos os tempos. Progress também se tornou o álbum mais vendido de 2010 com a venda de mais de um milhão de cópias em 24 dias. Em junho de 2011, o álbum vendeu 2,8 milhões de cópias no Reino Unido. O álbum também se tornou um sucesso comercial na Europa Continental, onde se traçou no top dez dos doze países. Progress tem sido disco de platina duas vezes pela Federação Internacional da Indústria Fonográfica (IFPI) para as transferências de dois milhões de cópias dentro da Europa. Em 10 de Junho de 2011, o álbum foi lançado junto com o EP Progressed, que apresenta oito faixas inéditas.

## Antecedentes
Em 15 de julho de 2010, foi anunciado que Robbie Williams estaria retornando para a banda. Uma declaração conjunta entre a Williams e o grupo disse: "Os rumores são verdadeiros... Robbie está de volta... e para comemorar, nós temos escrito e gravado um novo álbum, previsto para lançamento ainda este ano." Na mesma data, os jornais nacionais impressos a manchete: "Após meses de especulação, foi confirmado que Robbie Williams está a fazer um retorno ao Take That. Gary, Howard, Jason, Mark e Robbie foram gravar um novo álbum de estúdio como um quinteto, o que é previsto para lançamento em novembro". Trabalho sobre o álbum começou em setembro de 2009, após a data final de "Take That Presents: The Circus Live Tour". Pouco depois, foi confirmado que, "todos os cinco membros da banda se conheceram, para começar a escrever as seis canções que estabelecem as bases para o álbum". O álbum marca 20 anos da banda na indústria da música, bem como quinze anos desde o lançamento do álbum Nobody Else, o último material a banda gravou como um quinteto. A capa do álbum foi fotografada por Nadav Kander, que já havia fotografado Barack Obama. Ela imita a icônica imagem do macaco-a-homem, e foi recebida positivamente pela crítica.

## Sobre o lançamento
O álbum foi originalmente previsto para lançamento em 22 de novembro de 2010, No entanto, a data de lançamento foi marcado para 15 de Novembro de 2010. Barlow afirmou que a decisão foi tomada depois de "maciças pré-encomendas para o álbum" e depois de "analisar airplay e dados de ordem", revelando que "Nós também nunca vimos um dos nossos singles sendo tocado tanto." O porta-voz do Take That afirmou que a mudança para lançamento também foi devido a "grande resposta para a sua conferência de imprensa", onde anunciou as datas da turnê.

## Singles
- "The Flood" foi lançado como single do álbum em 7 de novembro de 2010.
- "Kidz" foi lançado como segundo single do álbum, em 20 de fevereiro de 2011.
- "Happy Now" foi lançado como o terceiro single do álbum em 18 de março de 2011.
- "Love Love" foi lançado como quarto single do álbum e do primeiro single do disco duplo Progressed.
- "When We Were Young" foi lançado como quinto single do álbum e o segundo single do disco duplo Progressed.

## Recepção comercial
Antes do lançamento do álbum que se tornou o álbum mais pré-vendido do ano. No primeiro dia do lançamento o álbum vendeu mais de 235.000 cópias no Reino Unido, tornando-o o recorde de venda mais rápida do século. Em 21 de novembro de 2010, Progress estreou no número um no UK Albums Chart, tornando-se  o sexto álbum número um da banda. Até o final de sua primeira semana à venda o álbum vendeu cerca de 520.000 cópias, o que tornou o álbum mais vendido segundo de todos os tempos na história da parada musical no Reino Unido. Em sua segunda semana, o álbum vendeu mais 208.000 cópias de retenção do ponto número um, e em sua terceira semana vendeu mais de 174.000 cópias restantes no número um. Na semana seguinte, o Take That vendeu mais de 200 mil cópias de Progress mantendo o primeiro lugar para uma quarta semana. Em 8 de dezembro de 2010, o álbum alcançou 1,009 milhões de cópias, levando 23 dias para chegar apenas quatro à mais do que os 19 dias, que levou The Circus para alcançar um milhão de cópias em 2008. Progress tornou-se o primeiro álbum em 2010, a romper um milhão de vendas no Reino Unido. Em sua quinta semana o álbum vendeu mais de 330.000 cópias para ficar no topo da parada de álbuns britânica e tornar o terceiro álbum número um de Natal do Take That, tendo vendido mais de 1,4 milhões de cópias em menos de 5 semanas. O álbum manteve o número 1 local para uma sexta semana consecutiva vendendo mais de 433.000 cópias, elevando o total de vendas de 1,87 milhões de cópias e se tornando o primeiro número 1 no Reino Unido álbum de 2011. O álbum caiu para número dois após uma semana de seis executado em número um, mas era vendido 350.000 cópias para trazer o total de vendas para 2,22 milhões. Em abril de 2011, o álbum finalmente chegou à marca de 2.000.000 de cópias vendidas, que levou 139 dias para fazê-lo. É o quarto álbum da banda a vender mais de 2 milhões de cópias, na sequência de Beautiful World, The Circus e Never Forget - The Ultimate Collection. Isso faz com que a banda seja a única a ter quatro milhões de álbuns vendidos no século XXI. Em junho de 2011, Progress tinha vendido 2,8 milhões de cópias no Reino Unido. O álbum também estreou no número um na parada de álbuns da Irlanda em 19 de novembro de 2010, tornando o sexto álbum número um da banda na Irlanda e no número um na Escócia. Na Europa o álbum alcançou o sucesso com ele indo para o número um na Grécia, Alemanha, Dinamarca (chegando a platina, vendendo 30.000 cópias em sua primeira semana) e na parada musical europeia European Top 100 Albums. Ele também estreou dentro do top 10 das paradas na Áustria, Itália, Países Baixos, Suécia e Suíça.

## Promoção do álbum
A banda convocou uma entrevista coletiva às 10h em 26 de outubro de 2010, em Londres, onde anunciou o Progress Live, turnê para 2011, começando em Sunderland, no Stadium of Light em 27 de maio e terminando com um recorde de oito noites no Estádio de Wembley, antes de tocar 7 datas em toda a Europa. A banda anunciou no início de dezembro quatro datas extras para a turnê.
Em 13 de novembro de 2010, a ITV exibiu Take That: Look Back, Don't Stare, que incidiu sobre a banda reunida, através de imagens de estúdio, bem como entrevistas francas. Um lançamento em DVD e Blu-ray, Look Back, Don't Stare. A Film About Progress, foi lançado em seguida em 6 de dezembro.

## Faixas
Todas as faixas escritas e compostas por Gary Barlow, Howard Donald, Jason Orange, Mark Owen e Robbie Williams. 
| Edição standard |                               |                                             |         |  |
| N.º             | Título                        | Vocais principais                           | Duração |  |
| 1.              | "The Flood"                   | Robbie Williams, Gary Barlow                | 4:49    |  |
| 2.              | "SOS"                         | Mark Owen, Robbie Williams                  | 3:44    |  |
| 3.              | "Wait"                        | Robbie Williams, Gary Barlow, Howard Donald | 4:15    |  |
| 4.              | "Kidz"                        | Mark Owen, Gary Barlow                      | 4:42    |  |
| 5.              | "Pretty Things"               | Robbie Williams, Gary Barlow                | 4:03    |  |
| 6.              | "Happy Now"                   | Gary Barlow, Robbie Williams                | 4:03    |  |
| 7.              | "Underground Machine"         | Robbie Williams                             | 4:15    |  |
| 8.              | "What Do You Want from Me?"   | Mark Owen                                   | 4:37    |  |
| 9.              | "Affirmation"                 | Howard Donald                               | 3:54    |  |
| 10.             | "Eight Letters A"             | Gary Barlow                                 | 4:41    |  |
| 11.             | "Flowerbed" (faixa escondida) | Jason Orange                                | 3:48    |  |
| Duração total:  | Duração total:                | Duração total:                              | 47:16   |  |

| Conteúdo bônus da Edição Deluxe |                              |         |  |
| N.º                             | Título                       | Duração |  |
| 12.                             | "Progress in Action" (Vídeo) | 5:00    |  |

| Progressed |                            |         |  |
| N.º        | Título                     | Duração |  |
| 1.         | "When We Were Young"       | 4:34    |  |
| 2.         | "Man"                      | 4:39    |  |
| 3.         | "Love Love"                | 3:43    |  |
| 4.         | "The Day the Work Is Done" | 4:04    |  |
| 5.         | "Beautiful"                | 4:14    |  |
| 6.         | "Don't Say Goodbye"        | 3:54    |  |
| 7.         | "Aliens"                   | 4:48    |  |
| 8.         | "Wonderful World"          | 4:58    |  |

A "Eight Letters" tem samples da música "Vienna" interpretada por Ultravox e escrito por Midge Ure, Chris Cross, Warren Cann e Billy Currie.

## Desempenho nas paradas e certificações
| Parada (2010)                    | Posição |
| -------------------------------- | ------- |
| Danish Albums Chart              | 6       |
| Dutch Albums Chart               | 51      |
| German Albums Chart              | 15      |
| Irish Albums Chart               | 2       |
| Scottish Albums Chart            | 1       |
| Swiss Albums Chart               | 73      |
| UK Albums Chart                  | 1       |
| Parada (2011)                    | Posição |
| Danish Albums Chart (Progress)   | 50      |
| Danish Albums Chart (Progressed) | 57      |
| German Albums Chart              | 47      |
| Italian Albums Chart             | 63      |
| Swiss Albums Chart               | 70      |
| UK Albums Chart                  | 15      |

| Região                     | Certificação |
| -------------------------- | ------------ |
| Áustria (IFPI Áustria)     | Platina      |
| Dinamarca (IFPI Dinamarca) | 2× Platina   |
| Europa (IFPI)              | 2× Platina   |
| Alemanha (BVMI)            | Platina      |
| Irlanda (IRMA)             | 6× Platina   |
| Itália (FIMI)              | Platina      |
| Suíça (IFPI Suíça)         | Ouro         |
| Reino Unido (BPI)          | 8× Platina   |

## Histórico de lançamentos
| Região      | Data                   | Selo                    | Formato                                         | Nº de Catálogo |
| ----------- | ---------------------- | ----------------------- | ----------------------------------------------- | -------------- |
| Irlanda     | 15 de novembro de 2010 | Polydor Records         | CD, digital download (edição standard e deluxe) | 275592-7       |
| Reino Unido | 15 de novembro de 2010 | Polydor Records         | CD, digital download (edição standard e deluxe) | 275592-7       |
| Alemanha    | 19 de novembro de 2010 | Polydor Records         | CD, digital download                            | 274478-1       |
| Austrália   | 19 de novembro de 2010 | Universal International | CD, digital download                            | 274847-4       |
| Japão       | 24 de novembro de 2010 | Universal International | CD, digital download                            | UICP1121       |
| Canadá      | 30 de novembro de 2010 | Polydor Records         | CD, digital download                            | 0252748474     |
| Brasil      | 7 de dezembro de 2010  | Universal International | CD, digital download                            | 2748474        |
| Reino Unido | 13 de dezembro de 2010 | Polydor Records         | CD, DVD (edição box set)                        | 275742-5       |
| Reino Unido | 13 de junho de 2011    | Polydor Records         | CD – Progressed                                 | 277495-1       |